# Korost
Korost (ukr. Корост) – wieś na Ukrainie, w obwodzie rówieńskim, w rejonie sarneńskim.
Prywatna wieś szlachecka, położona w województwie wołyńskim, w 1739 roku należała  do klucza Stepań Lubomirskich.